# Michał Antonów
Michał Antonów (ur. 15 września 1903 we Lwowie, zm. 23 września 1985 w Katowicach) – polski historyk i archiwista, badacz dziejów nowożytnych.

## Życiorys
Studiował we Lwowie, tamże uzyskał doktorat w 1931 roku pod kierunkiem Stanisława Zakrzewskiego. Twórca i kierownik Archiwum Akt Dawnych Województwa Śląskiego w Katowicach 1932–1939. Uczestnik kampanii wrześniowej 1939. Podczas okupacji niemieckiej czynny w tajnym nauczaniu we Lwowie. W latach 1946–1970 organizator i dyrektor Archiwum Państwowego w Katowicach. Zajmował się do 1939 roku: wiekiem XVII, po 1945 dziejami Śląska.
Pochowany został na cmentarzu parafialnym przy ulicy H. Sienkiewicza w Katowicach.

## Wybrane publikacje
Spis publikacji Michała Antonowa znajduje się w katalogu Biblioteki Narodowej.